# Фезансак (графство)
Графство Фезансак (фр. comté de Fezensac, лат. Fidentiacus pagus) — гасконские земли на территории современной Франции, между историческими областями Кондомуа на севере, Верхним Арманьяком на востоке, Астараком на юге и Озаном и Нижним Арманьяком на западе. Его столицей был город Вик-Фезансак. В настоящее время земли Фезансака включены в состав департамента Жер.
Эти земли были наделены статусом графства в 801—802 годах и стали наследуемыми в 926 году, когда граф Гаскони Гарсия II Санш, по прозвищу Горбатый, передал их своему младшему сыну Гийому Гарсия. Впоследствии Гийом разделил графство между своими сыновьями; старшему, Одону, досталось графство Фезансак, а младшему, Бернару I Ле Лушу, досталось графство д’Арманьяк. Эти два графства были снова объединены в 1140 году, вследствие женитьбы графа Жеро III д’Арманьяка на наследнице Фезансака Аниселле.
Эти земли в 1589 году были включены в королевский домен Франции. В 1777 году король Франции Людовик XVI дал своё согласие на то, чтобы семья Монтескью добавила к своей фамилии Фезансак, став таким образом де Монтескью-Фезансак.